# Ablabera aeneobrunnea
Ablabera aeneobrunnea är en skalbaggsart som beskrevs av Leon Fairmaire 1886. Ablabera aeneobrunnea ingår i släktet Ablabera och familjen Melolonthidae.
Artens utbredningsområde är Madagaskar. Inga underarter finns listade i Catalogue of Life.